# Семинария Вилкавишкиса
Духовная семинария Вилкавишкиса имени блаженного Юргиса Матуляйтиса (лит. Vilkaviškio Palaimintojo Jurgio Matulaičio kunigų seminarija) — католическая семинария в Литве, готовящая священников для епархии Вилкавишкиса. Называется по имени епархии, хотя фактически семинария располагается не в Вилкавишкисе, а в Мариямполе.

## История
Современная семинария Вилкавишкиса своими корнями восходит к семинарии, основанной в 1826 году в польском городе Сейны (лит. — Сейняй). Несмотря на своё нахождение в Польше семинаристы литовской национальности составляли в ней большинство, и с 1904 года преподавание шло на литовском языке.
По политическим причинам в начале 20-х годов семинария переехала в Грижай, на территорию современной Литвы. В 1926 году была основана епархия Вилкавишкиса, в 1930 году семинария переехала в Вилкавишкис и начала готовить священников для нужд новой епархии.
В 1940 году семинария была закрыта советской властью. С 1941 года, после захвата Прибалтики немецкой армией, семинария функционировала, но в 1944 году в связи с тяжёлыми условиями было принято решение закрыть семинарию снова и перевести студентов в Каунасскую семинарию. В послевоенное время в Литве действовала только одна католическая семинария, Каунасская, и то, в крайне ограниченных условиях — число семинаристов было ограничено, а число рукоположений новых священников не превышало пяти человек в год.

## Современное состояние
Семинария Вилкавишкиса была восстановлена 18 мая 1997 года. Восстановленная семинария получила имя литовского блаженного Юргиса Матулайтиса и разместилась в Мариямполе. 24 марта 1999 года семинария получила статус департамента теологического факультета каунасского Университета Витовта Великого. Выпускники семинарии получают степень бакалавра богословия, который позволяет им продолжить учебу дальше.